# 白塔 (贝林佐纳)

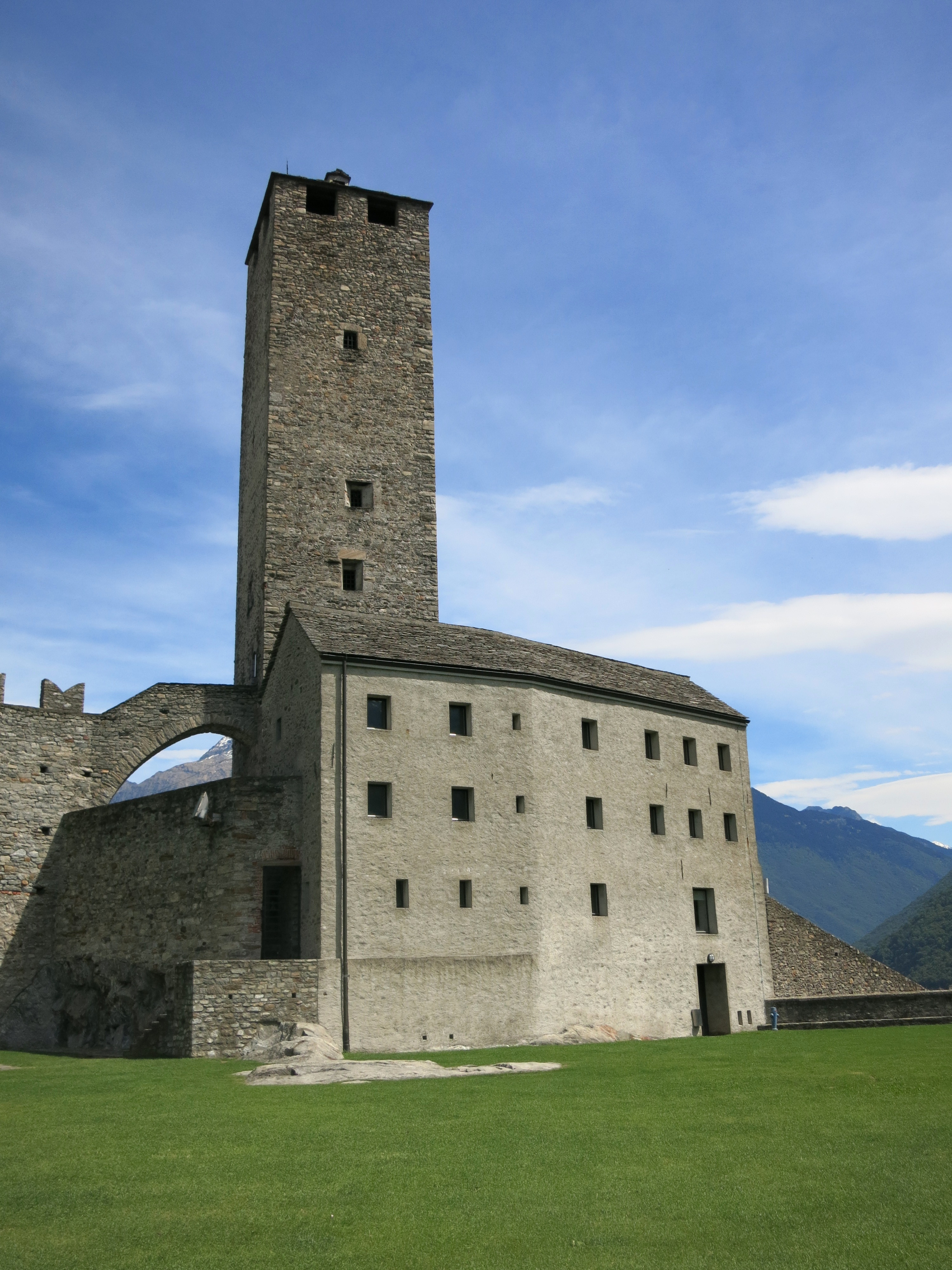

白塔（Torre Bianca）位于瑞士提契诺州城市贝林佐纳，是大城堡（Castelgrande）的了望塔，建于1485年，用石材砌筑，高27米。其观景台高24米，向公众开放，可以俯瞰贝林佐纳和提契诺阿尔卑斯山的群山。

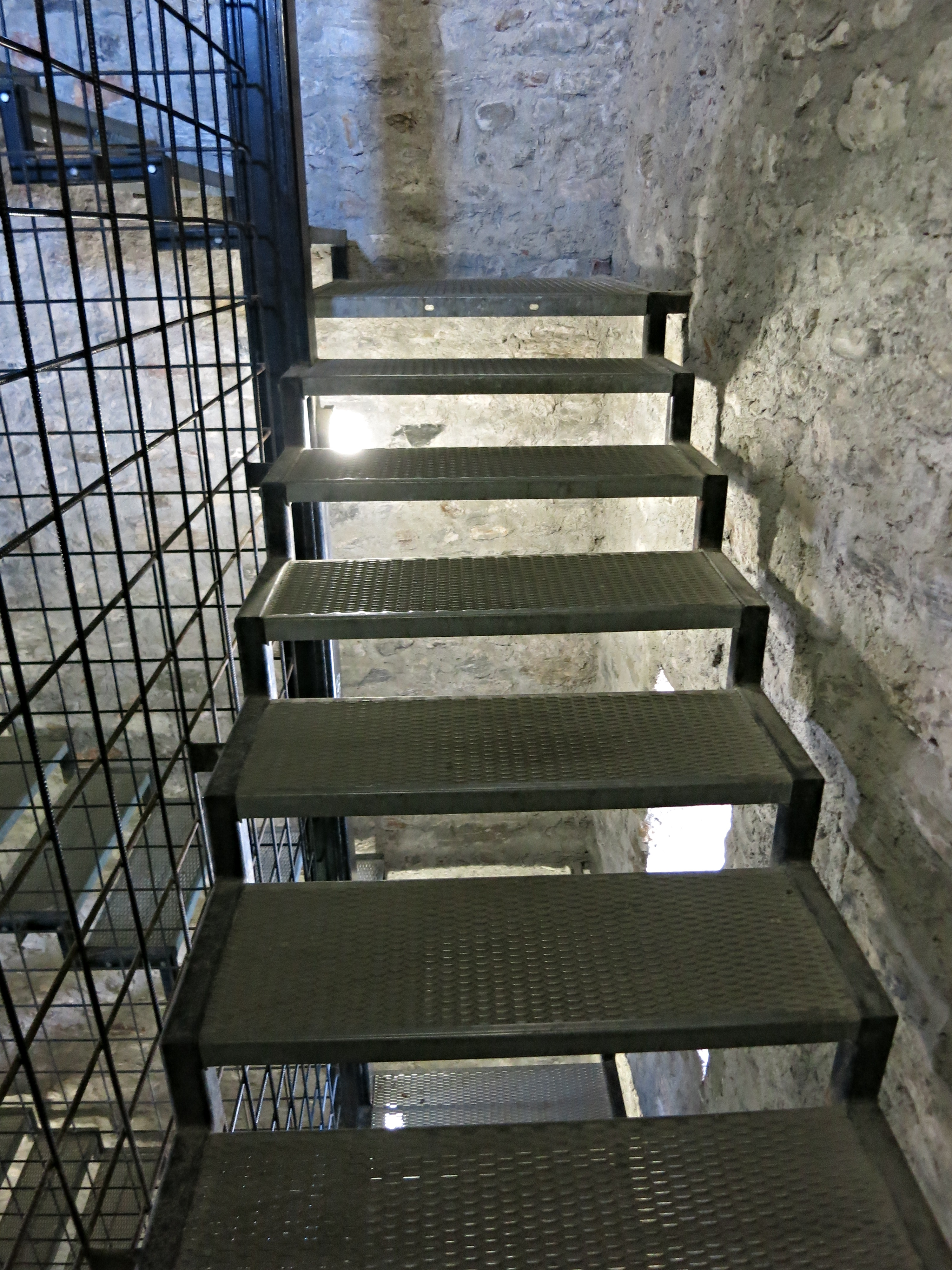
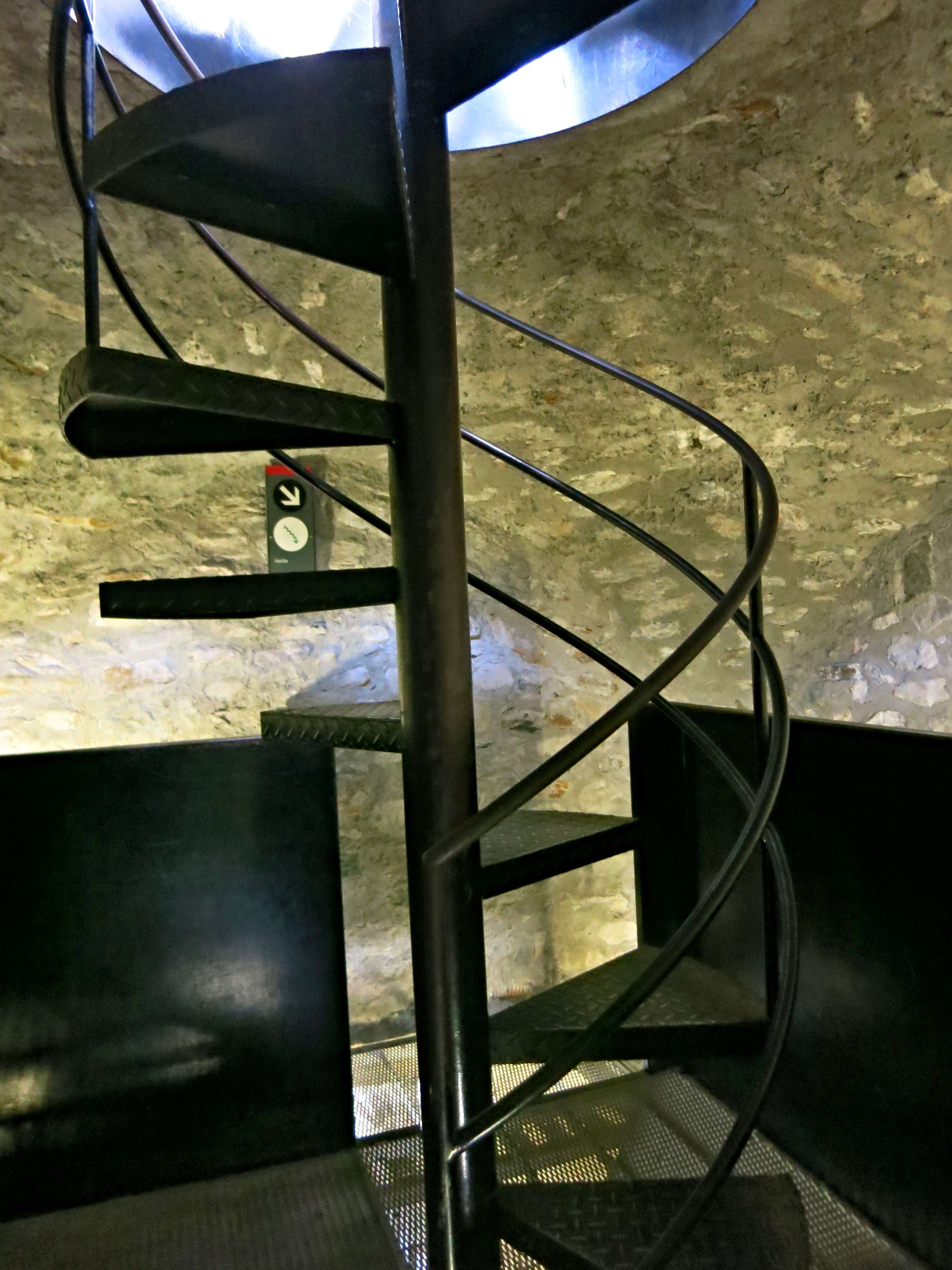
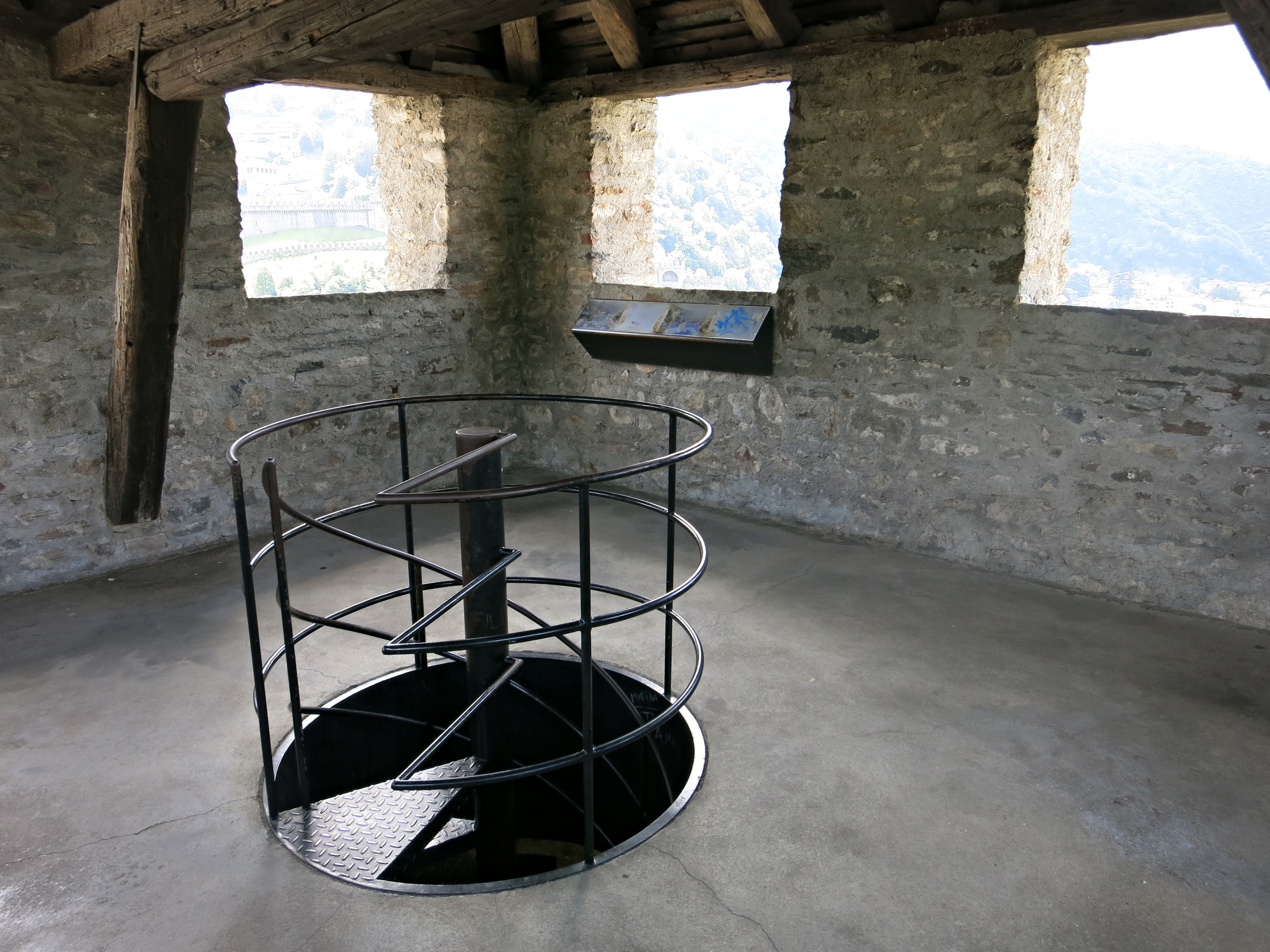